# Nýdek
Nýdek település Csehországban, a Frýdek-místeki járásban. Nýdek Hrádek, Vendryně, Návsí, Bystřice, Wisła és Ustroń településekkel határos. Lakosainak száma 2080 fő (2024. január 1.).

## Népesség
A település lakosságának változását az alábbi diagram mutatja:
| Lakosok száma | 1567 | 1705 | 1781 | 2226 | 2027 | 1990 | 2036 | 2078 | 2091 | 2080 |
|               | 1869 | 1900 | 1921 | 1961 | 1980 | 2011 | 2016 | 2019 | 2021 | 2024 |